# آخترهوک

محل آخترهوک در خلدرلاند هلند

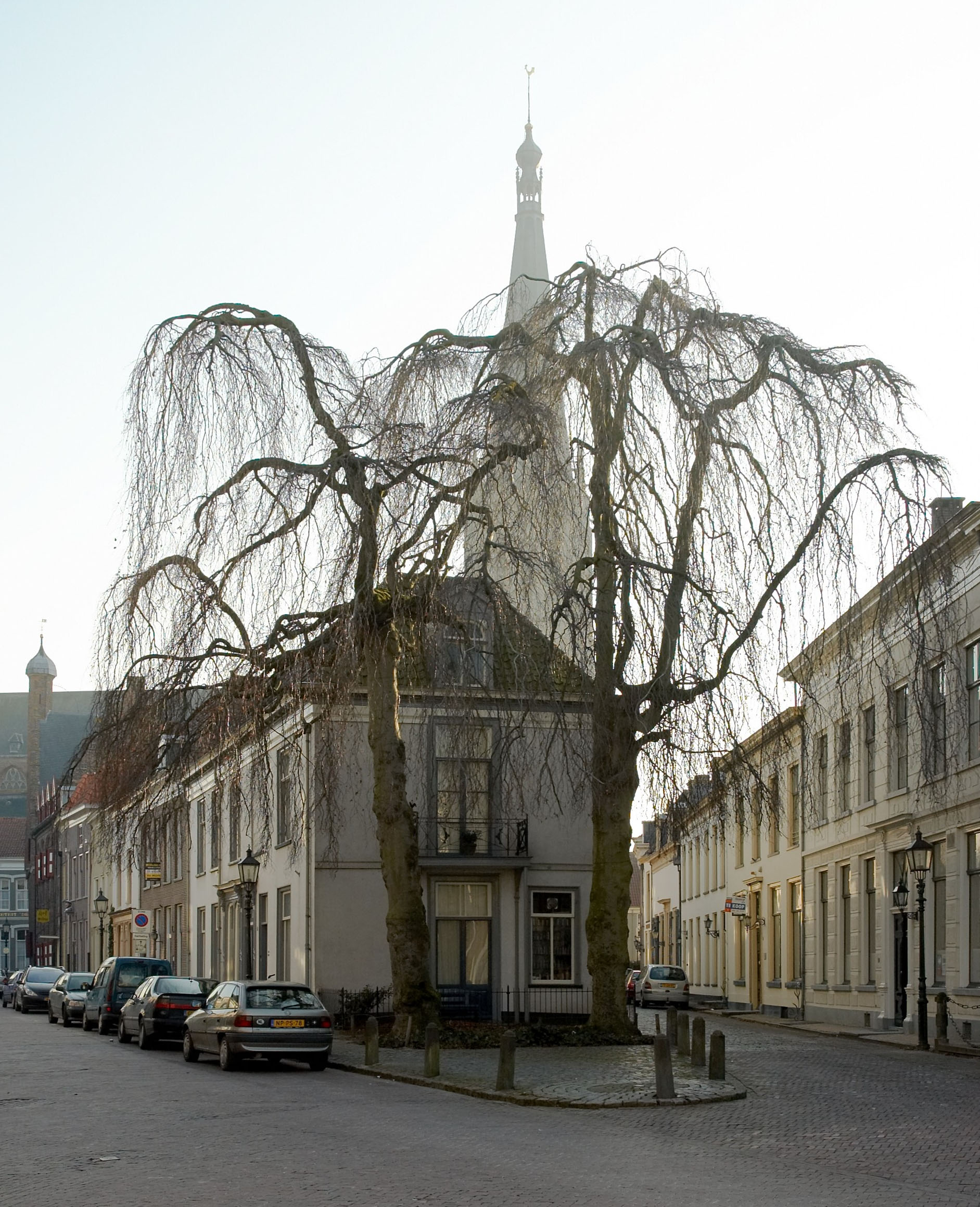
دوس‌بورخ

آختِرهوک (هلندی: Achterhoeks; هلندی: [ˈɑxtərɦuk] ) نام منطقه‌ای است در شرق هلند. نام آخترهوک به زبان هلندی به معنای «گوشهٔ پشت» است و به محل این منطقه در منتهی‌الیه گوشهٔ شرقی استان خلدرلاند هلند اشاره دارد که به صورت زبانه‌ای به‌شمار می‌آید که وارد خاک آلمان شده است.
منطقهٔ آخترهوک بین رودهای ایسِل و آده‌ایسِل (Oude IJssel) واقع شده، و از سوی دیگر به آلمان و استان افریسل محدود می‌شود. آخترهوک منطقه‌ای روستایی است با کشتزارها و فضای سبز زیاد و به‌ویژه حومه‌های شهر وینترس‌ویک از مناظر زیبایی برخوردار است. آبجوی معروف خرولس نخستین بار در سال ۱۶۱۵ در شهر خرونلو در منطقهٔ آخترهوک تولید شد.
گویش آخترهوک به خاطر تفاوت زیادش با زبان رسمی هلند به‌عنوان زبان آخترهوکی هم نامیده می‌شود. گویش آخترهوکی از دستهٔ ساکسونی جنوبی خانوادهٔ زبان‌های ژرمنی است. شمار گویشوران زبان آخترهوکی طی ۶۰ سال گذشته به‌شدت کاهش پیدا کرده است.

## بخش‌ها
بزرگ‌ترین شهرهای آخترهوک عبارتند از: دوتینخم، وینترس‌ویک، و زوتفن. شهرهای دوس‌بورخ و زوتفن] از شهرهای قدیمی اتحادیهٔ هانزاهانزا و دارای ساختمان‌های قدیمی هستند.
بخش‌های (شهرداری‌های) آخترهوک عبارتند از:
- آده ایسل‌استریک
- آلتن
- اوست خلره
- برکل‌لاند
- برونک‌هورست
- دوتینخم
- دوس‌بورخ
- زوتفن
- لوخم
- مونتفرلاند
- وینترس‌ویک